# Рудка (притока Південного Бугу)
Рудка — річка  в Україні, у Немирівському і Гайсинському районах Вінницької області, ліва притока  Південного Бугу (басейн Чорного моря).

## Опис
Довжина річки 14 км. Формується з багатьох безіменних струмків та водойм. Площа басейну 69,8 км².

## Розташування
Бере початок на південному заході від Ситківців. Тече переважно на південний схід через Косанове і в Щурівцях впадає у річку Південний Буг. 
Річку перетинають автомобільні дороги E50, М12.